# Tsenkher
Tsenkher (tiếng Mông Cổ: Цэнхэр, xanh lam) là một sum của tỉnh Arkhangai, miền trung Mông Cổ.

## Dân số
Vào năm 2009, dân số ước tính của sum là 5.414 người, và đến năm 2010 dân số giảm còn 4.692 người.

## Địa lý
Ở phía nam của sum là dãy núi Khangai, núi Suvarga Khairkhan (3180 mét), Tuvkhunhan (3100 mét), Bayan, Tamch, Yambalag, Mogoy và những núi khác. Ở phía bắc, các thung lũng của sông Tamir và Tsengher mở rộng. Dòng sông Orkhon chảy qua sum, có những hồ nhỏ, nước khoáng nóng và lạnh. Có cáo, chó sói, hươu nai và dê hoang dã.
Khí hậu của Tsenkher là khí hậu lục địa. Nhiệt độ trung bình tháng 1 là -20-22 °C, tháng 6 + 12-20 °C, lượng mưa hàng năm là 300–400 mm.
Có trữ lượng quặng sắt, wolfram, đá quý, vật liệu xây dựng.

## Kinh tế
Sum Tsenkher có một trường học, một bệnh viện và nhà nghỉ.